# Новоживотинновское сельское поселение
Новоживотинновское сельское поселение — муниципальное образование в Рамонском районе Воронежской области.
Административный центр — село Новоживотинное.

## География
Сельское поселение расположено в восточной части района. Муниципальное образование граничит на севере — с Горожанским и Скляевским сельскими поселениями, на востоке — с Айдаровским сельским поселением, на юго-западе — с Русскогвоздёвским сельским поселением, на юге — с Яменским сельским поселением, на западе — с Семилукским районом.
Территория располагается в пределах Воронежского кристаллического массива,являющегося частью Восточно-Европейской платформы. На размытой поверхности кристаллического фундамента залегают девонские отложения, перекрытые меловой системой, а также палеогеновыми, неогеновыми и четвертичными образованиями. Комплекс покровных отложений представлен лёссовидными суглинками и супесями и в меньшей степени песками. Территория характеризуется достаточно однородными метеорологическими условиями. По территории поселения протекает река Дон. Имеется несколько пойменных озер, в том числе и оз. Стрелецкое, также несколько прудов и ручьев. На территории Новоживотинновского сельского поселения располагается заказник «Зеленая Зона».

## Населённые пункты
В состав поселения входят:
- село Новоживотинное,
- деревня Медовка,
- деревня Моховатка,
- деревня Репное,
- село Хвощеватка.

## Население
| 2010  | 2012  | 2013  | 2014  | 2015  | 2016  | 2017  |
| ----- | ----- | ----- | ----- | ----- | ----- | ----- |
| 2622  | ↗2684 | ↗2745 | ↗2786 | ↗2872 | ↗2898 | ↗2978 |
| 2018  |       |       |       |       |       |       |
| ↗3071 |       |       |       |       |       |       |

## Социальная сфера

### Образование
На территории Новоживотиновского сельского поселения функционируют: 
- детский сад в селе Новоживотинное, емкостью 90 мест;
- общеобразовательна школа в селе Новоживотинное емкостью 426 человек;
- детские внешкольные учреждения: Церковно-приходская школа и музыкальная школа.[12]

### Здравоохранение
На территории Новоживотинновского сельского поселения размещена Новоживотинновская участковая больница на 25 мест. Так же станция скорой медицинской помощи. Еще на территории поселения имеется аптека.

## Достопримечательности
На территории поселения находятся:
- музей – усадьба Веневитиновых в селе Новоживотинное;
- музей крестьянского быта «Гостеприимный дом бабушки Марии» в селе Хвощеватка;
- церковь Параскевы Пятницы;
- Усадьба Чертковых.[14]